# Estadio Nueva Condomina
Estadio Nueva Condomina – stadion piłkarski w Murcji, na którym na co dzień gra Real Murcia.
Stadion może pomieścić 31 179 osób.
Stadion został oficjalnie otwarty 11 października 2006 r. w meczu pomiędzy Hiszpania i Argentyna.